# Подокарпус Парлатора
Подокарпус Парлатора (лат. Podocarpus parlatorei) — вид хвойних рослин родини подокарпових.

## Опис
Це від середнього до великого розміру вічнозелене дерево до 30 м у висоту і 15 дм в діаметрі. Кора груба, темно-коричнева, дуже тріщинувата в поздовжньому напрямку, середньої товщини 2-4 см. Листя довжиною 5-12 см, шириною 2,5-4,5 мм, з тупою вершиною.

## Поширення, екологія
Країни поширення: Аргентина, Болівія. Росте в гірських лісах на висоті від 1200 до 3000 м над рівнем моря.

## Використання
Використовується місцевими сільськими громадами як джерело дров, щоб зробити дерев'яні стовпи, посуд або житло, як живі огорожі навколо будинків і пасовищ.

## Загрози та охорона
Історично цей вид був об'єктом інтенсивного вирубування для його деревини. Сьогодні виду переважно загрожує втрата середовища існування через пожежі, хоча також є важливим джерелом деревини. Велика частина рослин перебуває в межах охоронних територій Аргентини та Болівії.